# Nekslag in Zuid-Afrika

De ligging van Burundi in Centraal-Afrika.

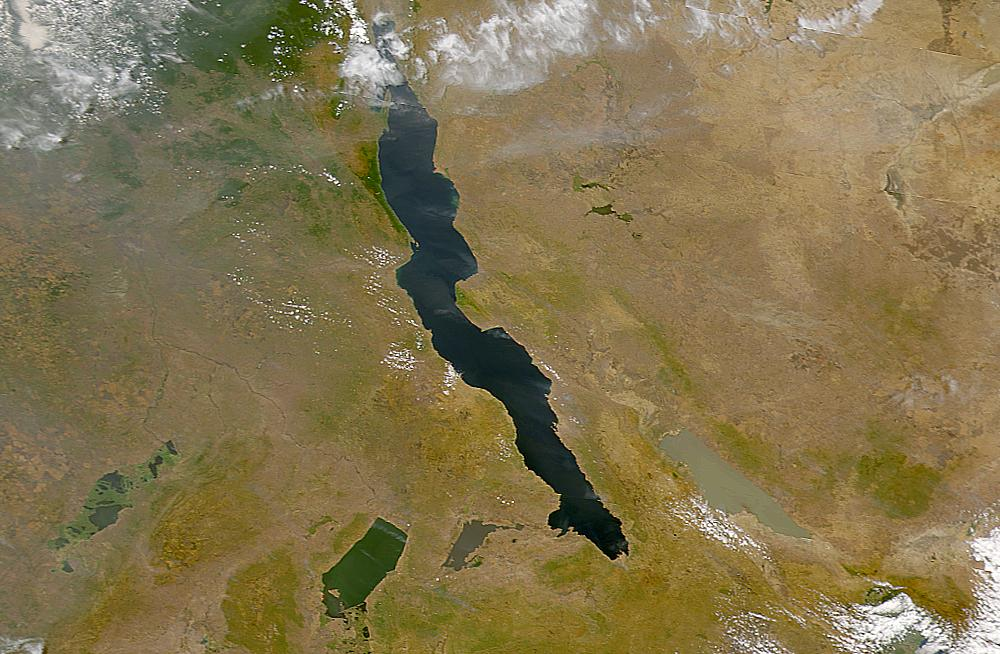
Satellietfoto van het Tanganyikameer.

Nekslag in Zuid-Afrika is een spionageroman van auteur Gérard de Villiers en het 7e deel uit de S.A.S.-reeks met als protagonist de Oostenrijkse prins en freelance CIA-agent Malko Linge.

## Het verhaal
Een spionagesatelliet stort neer in het Tanganyikameer in Centraal-Afrika. Het meer vormt de grens tussen de vier aangrenzende landen: Burundi, Congo-Kinshasa, Tanzania en Zambia.
De satelliet heeft twee astronauten aan boord en “ultrageheime” filmopnamen van strategische militaire complexen op het vasteland van de Volksrepubliek China.
De vier landen maken elk jacht op de satelliet en speuren met dit doel het meer af.
De regio is niet de meest stabiele van Afrika en ook de invloed van de Sovjet-Unie op het gebied is groot. De CIA wil voor alles voorkomen dat de satelliet uiteindelijk in handen valt van de Sovjet-Unie.
Malko vertrekt naar Burundi en doet zich voor als diamantsmokkelaar, wat tegen het zere been is van “Ari de Killer”, de grootste smokkelaar van edelstenen in het land.
Malko komt in contact met de plaatselijke chef van de politie, Nicoro, die niet erg hard op zoek lijkt te zijn naar de waarheid.

## Personages
- Malko Linge, Oostenrijkse prins en CIA-agent.

## Titel
De titel van deze roman “Nekslag in Zuid-Afrika” lijkt ongelukkig gekozen omdat het verhaal zich geheel afspeelt in Centraal-Afrika in plaats van Zuid-Afrika. De titel “Nekslag in Centraal-Afrika” zou dan ook passender zijn geweest.